# 先端建設技術センター
一般財団法人先端建設技術センター（せんたんけんせつぎじゅつセンター、英文名称Advanced Construction Technology Center. 略称ACTEC）は、建設事業に関わる先端技術の調査研究、開発、普及事業を実施している法人。元国土交通省所管。

## 概要
- 所在：東京都文京区大塚2-15-6
- 設立：1989年4月14日
- 理事長：佐藤直良（第13代国土交通事務次官）
  - 2024年7月現在、五道仁実[1] 元内閣官房国土強靭化推進室次長）
- 事業内容：建設分野における先端建設技術の研究開発及び普及に関する活動

2010年3月9日、「事業仕分け (行政刷新会議)第2弾」において、仕分け対象枠の公益法人に選定された。

令和４年度の自主研究の特徴的なテーマとして、以下を掲げている。
１.  社会資本の管理システム（ISO19650 シリーズに準拠して）
　　イ 統合的な社会資本管理体制（IIMS）
　　　・新たな河川管理のあり方（ISO55000 シリーズに準拠して）
　　ロ 施工の自動化、及び調査設計、施工計画の立案、調達、施工及び施工監理、並びに竣工検査のシステム支援
　　　・施工の自動化及び関連するシステムに関する検討
　　ハ 建設事業に係る材料等の利用、追跡及び処理に関するもの
2.   50 年後の社会を想定したネオ・ニューフロンティアに関する考察
3.   ISO19650「BIM を含め、建築物及び土木構造物に関する情報の組成及び数値化―BIM を活用した情報マネジメント」シリーズの適用に関する研究
4.   ISO20887:2020「建築物及び土木構造物の持続可能性―分解と適応性のための設計」の適用に関する研究
G20原則が掲げる「質の高いインフラ」への対応として、建築物及び土木構造物のライフサイクルに亘る情報マネジメントをBIMを活用することが、欧米でその適用が普及している。
１．及び３．では、特異化している日本国内市場にどのようにBIMを適用するのかについて研究を行っている。
また、２．では、月面建設基地建設や深々改訂開発について、具体的な課題を整理し、検討を行っている。
４．は、カーボン・ゼロ・エミッションに関するEU政策集の中で、建設分野で期待されている「分解と適応性のための設計」に関する国際標準の日本への適用に関する検討を行っている。
ISO20887は、ISO19650シリーズに準拠したBIMの適用を前提としており、３．のテーマと連携した研究を行うこととしている。